# George Montgomery (Schauspieler)

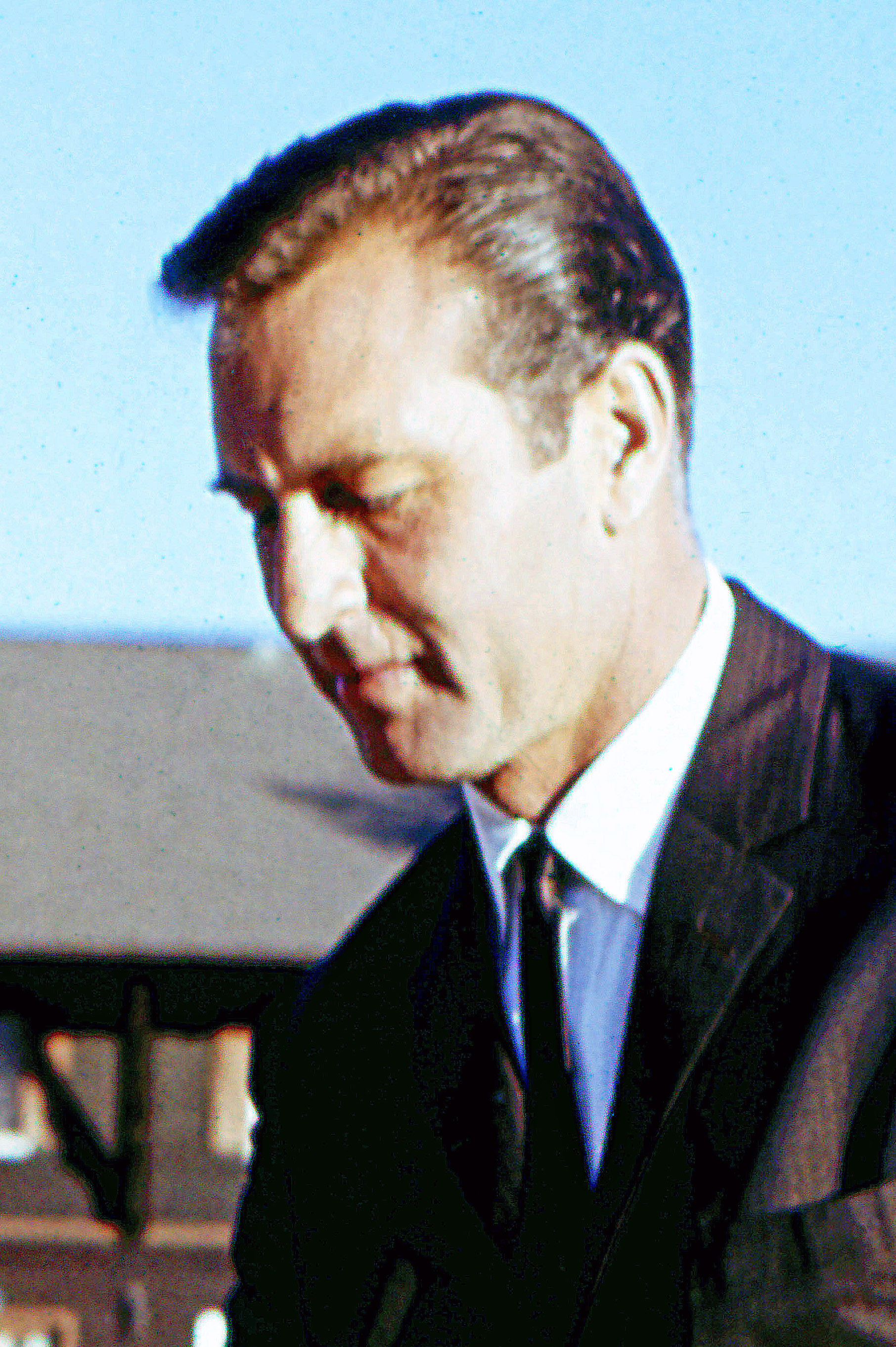
George Montgomery (1960)

George Montgomery Letz (* 27. August 1916 in Brady, Montana; † 12. Dezember 2000 in Rancho Mirage, Kalifornien) war ein US-amerikanischer Filmschauspieler sowie gelegentlicher Filmregisseur, Drehbuchautor und Filmproduzent, der vor allem durch seine Auftritte im Westerngenre zu Popularität gelangte.

## Leben
Montgomery wurde als jüngster Sohn ukrainischer Einwanderer in Montana geboren. Der spätere Westerndarsteller hatte 14 Geschwister und wuchs auf einer großen Ranch auf, wo er bereits als Kind reiten lernte. Nach der Schule studierte er Innenarchitektur. Er blieb an der Universität von Montana jedoch nur ein Jahr und ging nach Hollywood, um im Filmgeschäft Fuß zu fassen. Zunächst erhielt er ab 1935 Jobs als Stuntman und kleinere Rollen in Low-Budget-Western. Dem Innenausstatterberuf blieb er jedoch zeitlebens verbunden und entwarf Häuser für zahlreiche Hollywoodstars. Bis 1940 trat er unter dem Namen George Letz auf, nach einer Vertragsunterzeichnung bei der 20th Century Fox nannte er sich George Montgomery.
Seine Filmkarriere ging seit dieser Zeit bergauf, so hatte er beispielsweise 1942 größere Rollen im Musikfilm Orchestra Wives an der Seite des Glenn Miller Orchestras sowie in Roxie Hart als junger Reporter und Verehrer von Ginger Rogers’ Mordangeklagter. Seine Karriere wurde durch seinen Einzug in den Zweiten Weltkrieg ab 1943 für vier Jahre unterbrochen. Bei seiner Rückkehr nach Hollywood bekam er nur noch Auftritte in B-Filmen angeboten, er brachte es allerdings in diesem Bereich in den 1950er- und 1960er-Jahren als Held zahlreicher Westernfilme zu Erfolg. Viele Male spielte er den rechtschaffenen Sheriff, Revolverhelden oder Militäroffizier. Im Fernsehen übernahm er unter anderem von 1958 bis 1959 die Hauptrolle in der Westernserie Cimarron City. In den 1960er-Jahren war er neben der Schauspielerei bei seinen Filmen auch als Regisseur, Co-Drehbuchautor und Produzent beteiligt, Beispiele hierfür sind Der Mann mit der stählernen Klaue (1961) und Die Hölle von Borneo (1964). Nach Ende der 1960er-Jahre stand Montgomery nur noch sporadisch vor der Kamera.
1943 heiratete er die beliebte Entertainerin Dinah Shore, mit der er bis 1962 verheiratet war und zwei Kinder hatte. Montgomery geriet 1963 in die Schlagzeilen, als seine Haushälterin ihn zu ermorden versuchte.
Neben der Filmarbeit war Montgomery ein talentierter Bildhauer, der Skulpturen von seinen Kollegen schuf. So entstanden Skulpturen von Gene Autry, Clint Eastwood, Ronald Reagan und Randolph Scott. Seine Skulptur von Dinah Shore und ihren Kindern ist auf dem Gelände des Golfplatzes Mission Hills Country Club in Rancho Mirage zu sehen, wo alljährlich das Dinah Shore Golf Turnier ausgetragen wird.

## Filmografie (Auswahl)
- 1939: Rache für Alamo (Man of Conquest)
- 1940: Star Dust; Regie: Walter Lang
- 1940: Young People; Regie: Allan Dwan
- 1942: Orchestra Wives; Regie: Archie Mayo
- 1942: 10 Leutnants von West-Point (Ten Gentlemen from West Point)
- 1942: Roxie Hart (Roxie Hart)
- 1942: China Girl; Regie: Henry Hathaway
- 1943: Coney Island
- 1947: The Brasher Doubloon; Regie: John Brahm
- 1948: Lulu Belle (Lulu Belle)
- 1948: Tochter der Prärie (Belle Starr's Daughter)
- 1950: Geheimagent in Wildwest (Dakota Lil)
- 1950: Auf dem Kriegspfad (Davy Crockett, Indian Scout)
- 1950: Auf Winnetous Spuren (Iroquois Trail)
- 1951: Grenzpolizei in Texas (The Texas Rangers)
- 1951: Das Schwert von Monte Christo (The Sword of Monte Cristo)
- 1952: Zwei räumen auf (Cripple Creek)
- 1952: Teufel der weißen Berge (Indian Uprising)
- 1952: Sein Freund, der Lederstrumpf (The Pathfinder)
- 1953: Fort Ti (Fort Ti)
- 1953: Überfall in Texas (Gun Belt)
- 1953: Der letzte Trumpf (Jack McCall, Desperado)
- 1954: Gangster, Spieler und ein Sheriff (Masterson of Kansas)
- 1954: Gegen Terror und Banditen (The Lone Gun)
- 1955: Häuptling Schwarzer Pfeil (Seminole Uprising)
- 1955: Desperados (Robber's Roost)
- 1956: Feuer über Mindanao (Huk!)
- 1956: Die Schlucht des Grauens (Canyon River)
- 1957: Die Attacke am Rio Morte (Pawnee)
- 1957: Der Einäugige (Black Patch)
- 1957: Straße der Sünderinnen (Street of Sinners)
- 1957: Tot oder lebendig (Last of the Badmen)
- 1957: Die Würfel sind gefallen (Gun Duel in Durango)
- 1958: Fest im Sattel (King of the Wild Stallions)
- 1958: In Tombstone ist der Teufel los (Toughest Gun in Tombstone)
- 1958: Männer, die in Stiefeln sterben (Man from God's Country)
- 1958: Der Teufel holt sie alle (Badman's Country)
- 1959: Watusi (Watusi)
- 1961: Der Mann mit der stählernen Klaue (The Steel Claw) (auch Regie, Koproduzent und Koautor)
- 1961: Der Rebell von Palawan (Samar) (auch Regie)
- 1964: Guerillas in rosa Spitzenhöschen (Guerillas in Pink Lace) (auch Regie)
- 1964: Die Hölle von Borneo (From Hell to Borneo) (Darsteller, Regie, Produzent, Drehbuch)
- 1965: Die letzte Schlacht (Battle of the Bulge)
- 1965: El proscrito del Río Colorado
- 1966: Texas-Desperados (Hostile Guns)
- 1967: Bomben um 10 Uhr 10 (Bomb at 10:10)
- 1967: …die im Staub verbluten (Warkill)
- 1975: Männerwirtschaft (Fernsehserie, Nebenrolle als Griff)
- 1985: Elf kleine Insulaner (Children's Island) (Fernsehserie)
- 1986: Commando Wild Wind (Dikiy veter)

Produzent
- 1969: The Proud and Damned